# ヴェルサイユ条約 (1757年)
ヴェルサイユ条約（ヴェルサイユじょうやく、フランス語: Traité de Versailles, ドイツ語: Vertrag von Versailles）、または第二次ヴェルサイユ条約（だいにじヴェルサイユじょうやく、フランス語: Second traité de Versailles, ドイツ語: Zweite Vertrag von Versailles）は、七年戦争中の1757年5月1日にヴェルサイユ宮殿で締結された、オーストリアとフランス王国の外交協定。
条約は前年にフランス・オーストリア同盟を成立させたヴェルサイユ条約を拡張し、そのために「第二次」と呼ばれる。

## 内容
第二次条約では両国の同盟が強化され、フランスは終戦のときにオーストリア領ネーデルラントを得る代わりにオーストリアがプロイセン王国からシュレージエンを奪回することを援助した。フランスからオーストリアへの財政援助も継続した。イギリスの危惧が現実になった形となった。
条約が締結されると、フランス軍はオーストリア領ネーデルラントのオーステンデやニューポール港などに進駐し、オーストリアの駐留軍は東へ移動してプロイセンを攻撃することができた。イギリスは長らくフランスが低地諸国に侵入するのを阻止してきたが、条約によりこの40年間維持された障壁はあっさり破られた。フランスはネーデルラントを獲得した後、スペイン・ブルボン家のパルマ公フィリッポ1世をその君主に就かそうとした。
条約はまた、戦後のロシア、スウェーデン、ザクセンによるプロイセン分割を認めた。

## その後
ロシア、スウェーデン、そしてザクセンの援助にもかかわらず、フランスとオーストリアはプロイセンに素早く勝利できず、目論見が外れた。さらに、フランスはプロイセンのほかにイギリスとも戦わなければならなかったため兵力を分散せざるを得ず、またこの二正面作戦はフランスの財政危機を引き起こした。そのため、条約は翌年に三たび締結されたヴェルサイユ条約でほとんど廃止された。